# Токаев, Алихан Инусович
Алиха́н Ину́сович Тока́ев (осет. Токаты Алихан; 1893—1920) — осетинский драматург, поэт и публицист. Автор первого сонета на осетинском языке.

## Биография
Родился в июле 1893 года в селе Даргавс в многодетной крестьянской семье. В 1907 Окончил даргавскую церковно-приходскую школу, после чего помогал в семье в хозяйстве. В 1913 году поступил в Бакинское мореходное училище, которое окончил в 1916 году. В Баку познакомился с революционерами, участвовал в большевистском подпольном движении. В это же время начал заниматься литературной деятельностью. Потом поступил в Петербургскую академию художеств, обучении в которой не окончил. В 1917 году вступил в осетинскую революционную партию «Кермен». Принимал активное участие в революционных событиях на Северном Кавказе. Участвовал в работе II съезда Терской области в Пятигорске, на котором был избран Терский народный совет.

## Творчество
Писать начал в 1909—1910 гг. Кроме стихов написал драму и публицистические статьи. В форме классического сонета написано одно из стихотворений поэта «Бусина счастья» («Цыкурайы фæрдыг»), сюжетной основой которого послужил фольклорный мотив о волшебной бусине, исполняющей желание обладателя. А. Токаев писал и басни: «Осел и соловей», («Хæрæг æмæ булæмæргъ»), «Петух, гусь, утка и индюк» («Уасæг, хъаз, бабыз æмæ гогыз»). В творчестве Алихана Токаева видное место занимает пятиактная драма «Белые вороны», одно из ранних его произведений. Пьеса была написана в 1912 году, впервые поставлена на любительской сцене в Баку 25 февраля 1914 года.